# 미러 2
《미러 2》(영어: Mirrors 2)는 미국에서 제작된 빅토르 가르시아 감독의 2010년 초자연 공포 비디오 영화이다. 《미러》(2008) 속편이나 서사상 서로 연결되지 않는다. 닉 스톨 등이 출연하였고, 존 포트노이 등이 제작에 참여하였다.

## 줄거리
맥스는 약혼자와 차를 타고 가다가 음주 운전자가 일으킨 사고에 휘말려 임사 체험을 하게 되고, 약혼자는 사망한다. 맥스의 아버지 잭은 뉴올리언스 메이플라워 백화점을 재개장하면서 순찰 중 자해를 하고 그만둔 경비의 후임으로 맥스를 고용한다. 맥스는 백화점 거울 속에서 한 죽은 여성의 상을 본 뒤 백화점 거울을 통해 앞으로 일어날 사망 사건을 미리 보게 된다.

## 출연진
- 닉 스톨
- 에마뉘엘 보지에
- 크리스티 칼슨 로마노
- 에번 존스
- 윌리엄 캣
- 로런스 터너
- 스테퍼니 오너레이
- 존 마이클 데이비스
- 랜스 E. 니컬스
- 웨인 퍼레이

## 기타 제작진
- 총괄 제작: 아넌 밀천
- 공동 제작: 베치 댄버리
- 배역: 브렌트 캐벌레로
- 미술: 앤드루 W. 보핑거
- 의상: 쇼나 리오니
- 세트: 모니크 샴페인